# Nakaseomyces bacillisporus
Nakaseomyces bacillisporus är en svampart som först beskrevs av Lachance, Phaff & Starmer, och fick sitt nu gällande namn av Kurtzman 2003. Nakaseomyces bacillisporus ingår i släktet Nakaseomyces och familjen Saccharomycetaceae.   Inga underarter finns listade i Catalogue of Life.